# Список зоряних крайнощів

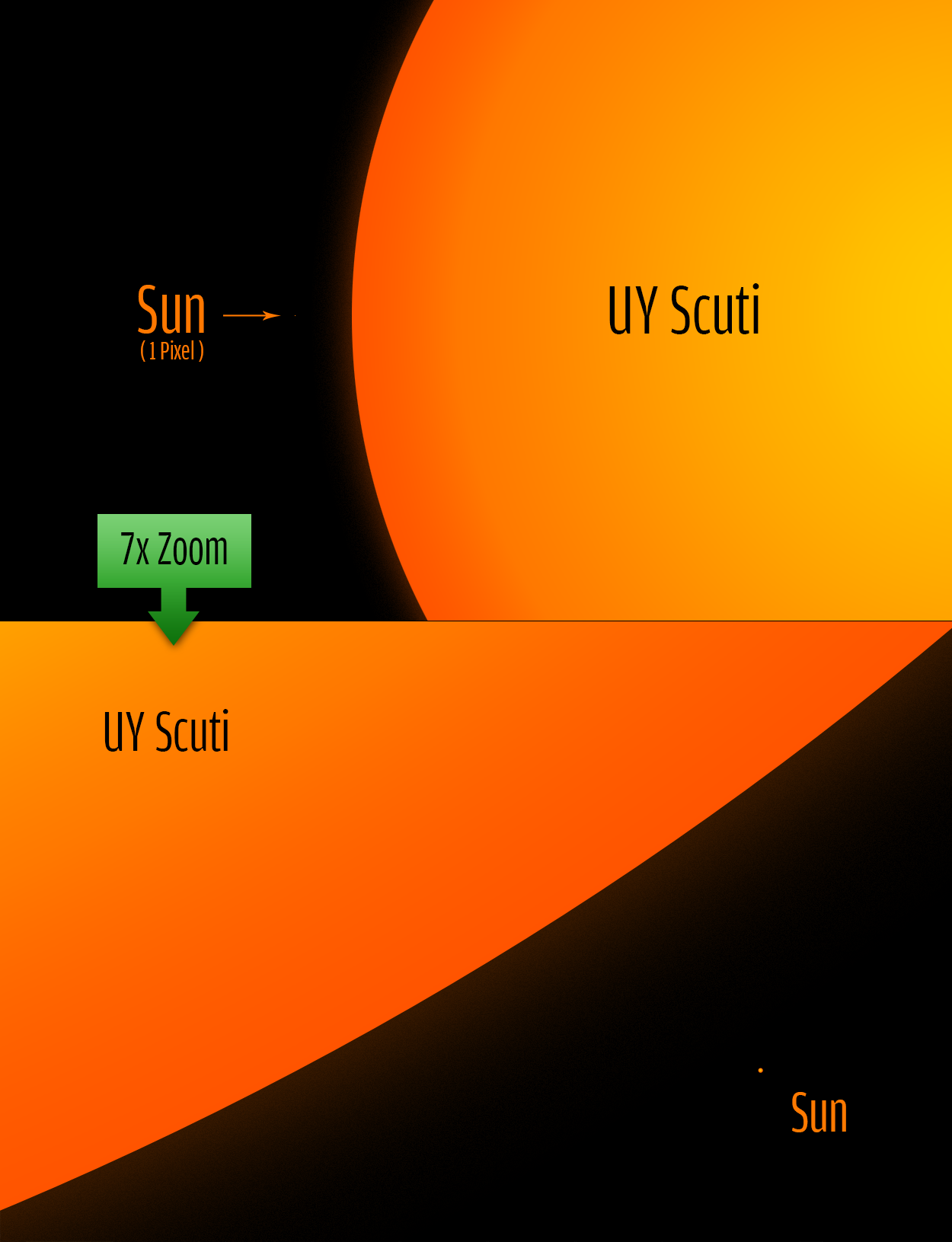
Порівняння розмірів Сонця та UY Щита. UY Щита - серед найбільших відомих зір за середнім радіусом (можливо, найбільша з відомих).

Зоря - це сфера, яка в основному складається з водню та плазми, утримується гравітацією і здатна виробляти світло шляхом ядерного синтезу . Зорі мають безліч різноманітних властивостей, обумовлених різними масами, об'ємами, швидкостями, стадією еволюції зір і навіть відстанню до Землі. Деякі з цих властивостей астрономи вважають крайніми та часом непропорційними.

## Вік і відстань
| Категорія                                            | Об'єкт | Дата | Дані | Коментарі | Нотатки | Примітки | Додатково |
| ---------------------------------------------------- | --- | --- | --- | --- | --- | --- | --- |
| Найближча зоря                                       | Сонце | 3 ст. до н.е. | 1 AU | Відстань до нашої місцевої зорі вперше було визначено в 3 столітті до н.е. Аристархом Самоським | Наведено для порівняння | | |
| Друга найближча зоря                                 | Проксима Центавра | 1915 рік | 1.30 pc | Також її називають Альфа Центавра С, це зовнішня зоря у зоряній системі з трьох зір. Наразі це найближча до нашого Сонця відома сусідня зоря. Ця зоря була виявлена 1915 року, і її паралакс визначений тоді, коли було встановлено достатньо спостережень. | [ NB 1 ] | [ 2 ] | Список найближчих зір |
| Найбільш далека зоря, яку можна побачити виокремлено | MACS J1149 Lensed Star 1 (або зоря Ікар) | 2018 рік | z = 1,49 9,0 Гіга-св.р. | | | [ 3 ] [ 4 ] [ 5 ] [ 6 ] | Список найбільш віддалених астрономічних об'єктів |
| Найбільш далека зоря                                 | Зорі у GN-z11 | 2016 рік | z = 11,09 13,39 Гіга-св.р. | | | [ 7 ] | Список найбільш віддалених астрономічних об'єктів |
| Найдавніша зоря                                      | HD 140283 | | 14.5±0.8 млрд. р. | "Мафусаїлова зоря" | | [ 8 ] | Список найстаріших зір |
| Наймолодша зоря                                      | У Всесвіті зорі постійно утворюються, тому неможливо сказати, яка зоря наймолодша. Для отримання інформації про властивості новоутворених зір див. Протозоря, зореутворення. | У Всесвіті зорі постійно утворюються, тому неможливо сказати, яка зоря наймолодша. Для отримання інформації про властивості новоутворених зір див. Протозоря, зореутворення. | У Всесвіті зорі постійно утворюються, тому неможливо сказати, яка зоря наймолодша. Для отримання інформації про властивості новоутворених зір див. Протозоря, зореутворення. | У Всесвіті зорі постійно утворюються, тому неможливо сказати, яка зоря наймолодша. Для отримання інформації про властивості новоутворених зір див. Протозоря, зореутворення.                                                                                | У Всесвіті зорі постійно утворюються, тому неможливо сказати, яка зоря наймолодша. Для отримання інформації про властивості новоутворених зір див. Протозоря, зореутворення. | У Всесвіті зорі постійно утворюються, тому неможливо сказати, яка зоря наймолодша. Для отримання інформації про властивості новоутворених зір див. Протозоря, зореутворення. | У Всесвіті зорі постійно утворюються, тому неможливо сказати, яка зоря наймолодша. Для отримання інформації про властивості новоутворених зір див. Протозоря, зореутворення. |

| Тип                                  | Об'єкт               | Дата     | Дані                           | Коментарі | Нотатки                    | Примітки             | Додатково |
| ------------------------------------ | -------------------- | -------- | ------------------------------ | --- | -------------------------- | -------------------- | --------- |
| Найближча "середня" зоря             | Альфа Центавра A & B | 1839 рік | 1,34 парсека (4,4 св. р.)      | Це була третя зоря, паралакс якої був визначений. До Альфи Центавра рекорд тримала 61 Лебедя, паралакс якої був визначений першим. | [ NB 1 ] [ NB 2 ] [ NB 3 ] |                      |           |
| Найближча нормальна зоря             | Проксима Центавра    | 1915 рік | 1,30 парсека (4,2 св. р.)      | До Проксими титул мали Альфа Центавра A&B.                                                                                         |                            | [ 9 ]                |           |
| Найближчий червоний карлик           | Проксима Центавра    | 1915 рік | 1,30 парсека (4,2 св. р.)      | До Проксими титул мала зоря Барнарда                                                                                               |                            | [ 9 ]                |           |
| Найближча вироджена зоря             | Сіріус В             | 1852 рік | 8,6 світлового року (2,6 пк)   | Це також найближчий білий карлик                                                                                                   | [ NB 4 ]                   |                      |           |
| Найближчий ймовірний субгігант       | Проціон              |          | 11,5 світлового року (3,5 пк)  | Всі зорі, ближчі за неї до Сонця, - це або зорі головної послідовності, або карликові зорі.                                        |                            |                      |           |
| Найближчий безперечний субгігант     | Дельта Павича        |          | 19,9 світлового року (6,1 пк)  | Субгігант, але лише трохи яскравіший за Сонце.                                                                                     |                            |                      |           |
| Найближча "справжня" зоря-гігант     | Поллукс              |          | 33,8 світлового року (10,4 пк) | |                            |                      |           |
| Найближчий червоний гігант           | Арктур               |          | 36,7 світлового року (11,3 пк) | |                            |                      |           |
| Найближча зоря спектрального класу А | Сіріус               |          | 8,6 світлового року (2,6 пк)   | |                            |                      |           |
| Найближча нейтронна зоря             | RX J185635-3754      | 2000 рік | 400 світлових років (120 пк)   | |                            | [ 10 ]               |           |
| Найближчий білий карлик              | Сіріус В             | 1852 рік | 8,6 світлового року (2,6 пк)   | Сіріус В - також другий виявлений білий карлик після 40 Ерідана В.                                                                 |                            | [ 11 ] [ 12 ] [ 13 ] |           |
| Найближча спалахуюча зоря            | Проксима Центавра    |          | 1,30 парсека (4,2 св. р.)      | α Cen C - також найближча сусідня зоря.                                                                                            |                            | [ 14 ]               |           |
| Найближчий коричневий карлик         | Luhman 16            | 2013 рік | 6,5 світлового року (2,0 пк)   | Це пара коричневих карликів у подвійній системі, без інших зір.                                                                    |                            | [ 15 ]               |           |

## Яскравість і потужність
| Категорія                                         | Об'єкт              | Дата        | Дані             | Коментарі                                                                                    | Нотатки             | Примітки | Додатково                  |
| ------------------------------------------------- | ------------------- | ----------- | ---------------- | -------------------------------------------------------------------------------------------- | ------------------- | -------- | -------------------------- |
| Найяскравіша зоря з Землі: Видима зоряна величина | Сонце               | доісторичні | m=−26.74         |                                                                                              | Лише для порівняння |          |                            |
| Найяскравіша зоря, крім Сонця                     | Сіріус              | доісторичні | m = −1,46        |                                                                                              | [ NB 7 ] [ NB 1 ]   |          | Список найяскравіших зірок |
| Найяскравіша зоря перехідної події                | Залишок SN 1006     | 1006        | m = −7,5         | Це була наднова, і її залишок (SNR) каталогізовано як PKS 1459-41                            |                     | [ 16 ]   |                            |
| Найтьмяніша зоря, видима з Землі                  | UDF 2457            |             | червоний карлик  |                                                                                              | [ NB 5 ] [ NB 6 ]   |          |                            |
| Найбільш яскрава зоря                             | R136a1              | 2010 рік    | V=−8.09          |                                                                                              | [ NB 8 ]            |          | Список найяскравіших зір   |
| Найбільш яскрава зоря у минулій події             | Залишок GRB 080916C | 2008 рік    | V=−40            | Зірка вибухнула у сплеску гамма-випромінювання загальною енергією, що дорівнює 9000 наднових |                     |          |                            |
| Найменш яскрава нормальна зоря                    | 2MASS J0523-1403    | 2013 рік    | V=20.6           |                                                                                              | [ NB 3 ]            | [ 17 ]   |                            |
| Найбільш енергійна зоря                           | R136a1              | 2010 рік    | B=-12.5          |                                                                                              | [ NB 9 ]            |          | Список найяскравіших зір   |
| Найбільш енергійна зоря у минулій події           | Залишок GRB 080916C | 2008 рік    |                  |                                                                                              |                     |          |                            |
| Найменш енергійна нормальна зоря                  | 2MASS J0523-1403    | 2013 рік    | L = 0,000126L Нд |                                                                                              |                     |          |                            |
| Найгарячіша звичайна зоря                         | WR 102              |             | Т = 210000 К     |                                                                                              |                     | [ 18 ]   | Список найгарячіших зір    |
| Найхолодніша нормальна зоря                       | S Кассіопеї         |             | Т = 1800 К       |                                                                                              |                     | [ 19 ]   | Список найхолодніших зір   |

| Категорія                          | Об'єкт                   | Дата     | Дані                | Коментарі | Нотатки | Примітки      | Додатково |
| ---------------------------------- | ------------------------ | -------- | ------------------- | --- | ------- | ------------- | --------- |
| Найгарячіша вироджена зоря         | KPD 0005 + 5106 H1504+65 | 2008 рік | 200 000 К 200 000 К | |         | [ 20 ] [ 21 ] |           |
| Найгарячіша нейтронна зоря         |                          |          | Принаймні 100 000 К | |         |               |           |
| Найгарячіший білий карлик          | KPD 0005 + 5106          | 2008 рік | 200 000 К           | |         | [ 22 ]        |           |
| Найгарячіша зоря PG 1159 / GW Діви | RX J2117 + 3412          | 1999 рік | 170 000 К           | |         | [ 23 ]        |           |
| Найхолодніший коричневий карлик    | WISE 1828+2650           |          | 250–400 К           | WISE 0855–0714 може бути ще холоднішим при 225-260 К, але її статус як міжзоряної планети або субкоричневого карлика недостатньо вивчений, оскільки її маса становить від між 3 та 10 масами Юпітера. |         |               |           |

## Розмір і маса
| Категорія                                      | Об'єкт          | Дата                          | Дані                       | Коментарі | Нотатки                 | Примітки             | Додатково                      |
| ---------------------------------------------- | --------------- | ----------------------------- | -------------------------- | --- | ----------------------- | -------------------- | ------------------------------ |
| Найбільша зоря за кутовим розміром             | Сонце           | доісторично (3-тє ст до н.е.) | 31.6′ – 32.7′              | Кутовий розмір Сонця вперше був виміряний Ератосфеном у ІІІ столітті до н. е. який був другою людиною, що виміряла відстань до Сонця. Однак, Фалес з Мілета запропонував вимір реального розміру Сонця у 6-му ст. до н. е., як 1⁄720 великого кола Сонця (орбіти Землі) | Повідомлено для довідки |                      |                                |
| Найбільша зоря за кутовим розміром, крім Сонця | R Золотої Риби  | 1997 рік                      | 0,057 "                    | Вона замінила Бетельгейзе як найбільша; Бетельгейзе була першою зорею, окрім Сонця, чий кутовий розмір був виміряний. | [ NB 1 ]                | [ 26 ]               |                                |
| Найменша зоря за кутовим розміром              |                 |                               |                            | |                         |                      |                                |
| Найбільша зоря (невпевнено)                    | UY Щита         | 2012 рік                      | 1 708 ± 192 радіусів Сонця | Зазначений розмір базувався на кутовому діаметрі та відстані 2,9 кПк. Результати Gaia Data Release 2 передбачають набагато більшу відстань і, отже, менший радіус. |                         | [ 27 ]               | Список найбільших зір          |
| Найменша зоря                                  | EBLM J0555-57Ab | 2017 рік                      | 0.084 радіусів Сонця       | | [ NB 3 ]                | [ 28 ] [ 29 ] [ 30 ] | Список найменших зірок         |
| Наййбільш масивна зоря                         | R136a1          | 2010 рік                      | 315 МСонця                 | Це перевищує передбачувану межу 150 сонячних мас, яка раніше вважалося межею зоряної маси, згідно з провідними теоріями еволюції зір. | [ NB 10 ]               |                      | Список найбільш масивних зірок |
| Найменш масивна нормальна зірка                | SCR 1845–6357 A |                               | 0,07 М нд                  | |                         | [ 31 ]               | Перелік коричневих карликів    |

| Категорія                       | Об'єкт | Дата | Дані | Коментарі | Нотатки | Примітки | Додатково |
| ------------------------------- | --- | --- | --- | --- | --- | --- | --- |
| Наймасивніший коричневий карлик | SDSS J010448.46 + 153501.8                                                                                        | 2017 рік | 90 МЮпітер | Зоря перебуває на межі між коричневими карликами та червоними карликами.                                                                          | | [ 34 ] | |
| Наймасивніша вироджена зоря     | Наймасивнішим типом виродженої зорі є нейтронна зоря. Див. найбільш масивна нейтронна зоря для цього рекордсмена. | Наймасивнішим типом виродженої зорі є нейтронна зоря. Див. найбільш масивна нейтронна зоря для цього рекордсмена. | Наймасивнішим типом виродженої зорі є нейтронна зоря. Див. найбільш масивна нейтронна зоря для цього рекордсмена. | Наймасивнішим типом виродженої зорі є нейтронна зоря. Див. найбільш масивна нейтронна зоря для цього рекордсмена.                                 | Наймасивнішим типом виродженої зорі є нейтронна зоря. Див. найбільш масивна нейтронна зоря для цього рекордсмена. | Наймасивнішим типом виродженої зорі є нейтронна зоря. Див. найбільш масивна нейтронна зоря для цього рекордсмена. | Наймасивнішим типом виродженої зорі є нейтронна зоря. Див. найбільш масивна нейтронна зоря для цього рекордсмена. |
| Найбільш масивна нейтронна зоря | PSR J0740 + 6620                                                                                                  | 2019 рік | 2.14 М Нд | Існує декілька кандидатів, які мають більшу масу, однак їхня маса вимірюється менш точними методами, і тому їхня маса вважається менш визначеною. | | [ 35 ] | Список найбільш масових нейтронних зірок                                                                          |
| Наймасивніший білий карлик      | RE J0317-853 | 1998 рік | 1,35 М Нд | | | [ 36 ] [ 37 ] | |

| Категорія                          | Об'єкт | Дата | Дані | Коментарі | Нотатки | Примітки | Додатково |
| ---------------------------------- | --- | --- | --- | --- | --- | --- | --- |
| Найменш масивна вироджена зоря     | Найменш масивний тип виродженої зорі — білий карлик. Див. найменш масивний білий карлик для цього рекордсмена.                                         | Найменш масивний тип виродженої зорі — білий карлик. Див. найменш масивний білий карлик для цього рекордсмена. | Найменш масивний тип виродженої зорі — білий карлик. Див. найменш масивний білий карлик для цього рекордсмена. | Найменш масивний тип виродженої зорі — білий карлик. Див. найменш масивний білий карлик для цього рекордсмена.       | Найменш масивний тип виродженої зорі — білий карлик. Див. найменш масивний білий карлик для цього рекордсмена. | Найменш масивний тип виродженої зорі — білий карлик. Див. найменш масивний білий карлик для цього рекордсмена. | Найменш масивний тип виродженої зорі — білий карлик. Див. найменш масивний білий карлик для цього рекордсмена. |
| Найменш масивна нейтронна зоря     | PSR J0737−3039 B | 2004 рік | 1.249 М Нд | | | [ 38 ] | |
| Найменш масивний білий карлик      | SDSS <span typeof="mw:Entity" id="mwA2w">&nbsp;</span> J091709.55 + 463821.8 </br> (WD <span typeof="mw:Entity" id="mwA28">&nbsp;</span> J0917 + 4638) | 2007 рік | 0,17 М Нд | | | [ 39 ] [ 40 ] [ 41 ] [ 42 ]                                                                                    | |
| Найменш масивний коричневий карлик | Юпітер (спірно) | Античність | 1 МЮпітера | Найбільший можливий вироджений предмет за діаметром. Був би кваліфікований як субкоричневий карлик, виходячи з маси. | | | |

## Рух
| Категорія                                    | Об'єкт        | Дата     | Дані        | Коментарі                                           | Нотатки  | Примітки                    | Додатково |
| -------------------------------------------- | ------------- | -------- | ----------- | --------------------------------------------------- | -------- | --------------------------- | --------- |
| Найвищий правильний рух                      | Барнард Зірка |          | 10.3 " / р  | Це також четверта найближча зірка Сонячної системи. |          | [ 43 ]                      |           |
| Найменший правильний рух                     |               |          |             |                                                     |          |                             |           |
| Найвища радіальна швидкість                  |               |          |             |                                                     |          |                             |           |
| Найменша радіальна швидкість                 |               |          |             |                                                     |          |                             |           |
| Найвищий своєрідний рух                      |               |          |             |                                                     |          |                             |           |
| Найменший своєрідний рух                     |               |          |             |                                                     |          |                             |           |
| Найвища швидкість обертання нормальної зірки | VFTS 102      | 2013 рік | 600 км / с  |                                                     | [ NB 3 ] | [ 44 ]                      |           |
| Найменша швидкість обертання                 |               |          |             |                                                     |          |                             |           |
| Найшвидша швидкість зірки                    | S5-HVS1       | 2019 рік | 1755 км / с |                                                     |          | [ 45 ] [ 46 ] [ 47 ] [ 48 ] |           |

## Зоряні системи
| Категорія                                         | Об'єкт | Дата | Дані | Коментарі | Нотатки | Примітки | Додатково |
| ------------------------------------------------- | --- | --- | --- | --- | --- | --- | --- |
| Найменше зір у зоряній системі                    | Є багато одиничних систем. | Є багато одиничних систем. | Є багато одиничних систем. | Є багато одиничних систем. | Є багато одиничних систем. | Є багато одиничних систем. | Є багато одиничних систем. |
| Найбільша кількість зір у зоряній системі         | - Ню Скорпіона - AR Кассіопеї | | Септична зоряна система | Обидві називаються 7-зірковими системами в МСЦ 1997 року і з'являються в МСЦ 2008 року. | [ NB 11 ] | [ 49 ] [ 50 ] | |
| Зорі на найближчій орбіті одна від одної          | Є багато зір, які знаходяться в контактних бінарних системах (де дві або більше зірок перебувають у фізичному контакті одна з одною). | Є багато зір, які знаходяться в контактних бінарних системах (де дві або більше зірок перебувають у фізичному контакті одна з одною). | Є багато зір, які знаходяться в контактних бінарних системах (де дві або більше зірок перебувають у фізичному контакті одна з одною). | Є багато зір, які знаходяться в контактних бінарних системах (де дві або більше зірок перебувають у фізичному контакті одна з одною).                                                                        | Є багато зір, які знаходяться в контактних бінарних системах (де дві або більше зірок перебувають у фізичному контакті одна з одною). | Є багато зір, які знаходяться в контактних бінарних системах (де дві або більше зірок перебувають у фізичному контакті одна з одною). | Є багато зір, які знаходяться в контактних бінарних системах (де дві або більше зірок перебувають у фізичному контакті одна з одною). |
| Зорі на найбільш віддаленій орбіті одна від одної | HD 134439 / HD 134440 | | 0.56±0.25 світлових років | Орбіта, швидше за все, нестабільна довгостроково. | | | |
| Найближча зоряна система                          | Альфа Центавра | 1839 рік | 1,30 парсека (4,2 св. р.) | Це була одна з перших трьох зір, для яких була виміряна відстань. | | [ 11 ] [ 53 ] | |
| Найближча зоряна система з двох зір               | Луман 16 | 2013 рік | 1,998 парсека (6,52 св. р.) | Двійкова система коричневого карлика. Найближчий не коричневий двійковий карлик - Сіріус, а найближчий, складений цілком із зірок головної послідовності, - Луйтен 726-8 .                                   | | | |
| Найближча зоряна система з трьох зір              | Альфа Центавра | 1839 рік | 1,38 парсека (4,5 св. р.) | Також найближча система з кількома зірками та найближча зіркова система будь-якого типу | | | |
| Найближча зоряна система з чотирьох зір           | Gliese 570 | | 5,88 парсека (19,2 св. р.) | Зоря К4, що знаходиться в орбіті парою М-зірок, на всій орбіті коричневим карликом Т7. | | | |
| Найближча зоряна система з п'яти зір              | V1054 Опіучі | | 6,46 парсека (21,1 св. р.) | Зірка М3, що знаходиться в орбіті парою пари зірок М4, разом з орбітою зірки М3.5, усі на орбіті зірки М7.                                                                                                   | | | |
| Найближча зоряна система з шести зір              | Кастор | 1718 рік | 15,6 парсека (51 св. р.) | Зірка А1 в орбіті червоного карлика, обидві в орбіті іншого Зірка, орбітавана червоним карликом, всі в орбіті двома червоними карликами, які обертаються навколо один одного.                                | | | |
| Найближча зоряна система з семи зір               | Ню Скорпіона | | 150 парсеків (490 св. р.) | Зірка B3V, обведена невідомою зіркою, обидві в орбіті іншою невідомою зіркою, разом з орбітою іншою невідомою зіркою, всі в орбіті зіркою B9III, що обертається парою зірок, яка є B9III і невідомою зіркою. | | | |

| Категорія                                        | Об'єкт         | Дата     | Дані       | Коментарі                                                                                            | Нотатки | Примітки | Додатково |
| ------------------------------------------------ | -------------- | -------- | ---------- | --- | ------- | -------- | --------- |
| Найкоротший період бінарної системи з чорних дір | MAXI J1659-152 | 2013 рік | 2,4 години | Це перевищує попередній рекорд приблизно на одну годину ( Swift J1753.5-0127 з періодом 3,2 години ) |         | [ 54 ]   |           |

## Дивись також
- Компактна зоря
- Список екзопланетних крайнощів